# Gymnodia tohokuensis
Gymnodia tohokuensis är en tvåvingeart som beskrevs av Shinonaga 1974. Gymnodia tohokuensis ingår i släktet Gymnodia och familjen husflugor. Inga underarter finns listade i Catalogue of Life.